# Angelino Soler
Angelino Soler Romaguera (Alcácer, Valencia; 25 de noviembre de 1939) es un exciclista español de los años 1960, cuyo mayor logro como profesional fue el triunfo en la clasificación general de la Vuelta ciclista a España 1961, mérito que logró con tan sólo 21 años, convirtiéndose en el vencedor más joven de la competición española, récord aún no superado en la actualidad. Otros puestos de honor importantes fueron un 6.º puesto en el Tour de Francia 1963 y la 2.ª plaza en la Volta a Cataluña 1963.
Se retiró del ciclismo profesional a los 28 años. 
En la etapa tercera de la Vuelta Ciclista a España de 2011 con salida en Petrel (Alicante), el presidente de la Comunidad Valenciana Alberto Fabra entregó un maillot rojo de líder de la vuelta a Angelino Soler como homenaje por cumplirse 50 años de su victoria en la general de la vuelta.

## Palmarés
| 1961 - Campeón de la Vuelta a España, más 1 etapa - Campeón del Trofeo Torres-Serdán - Campeón de la Vuelta a Andalucía 1962 - 3 etapas y campeón de la clasificación de la montaña del Giro de Italia - Campeón del Giro del Veneto 1963 - 1 etapa del Giro de Cerdeña | 1964 - 1 etapa del Giro de Italia - 1 etapa del Gran Premio de la Bicicleta Eibarresa 1966 - Campeón de la Vuelta al Levante, más 1 etapa 1967 - 1 etapa de la Vuelta al Levante |

## Resultados en las grandes vueltas
| Carrera         | 1960 | 1961 | 1962 | 1963 | 1964 | 1965 | 1966 | 1967 | 1968 |
| --------------- | ---- | ---- | ---- | ---- | ---- | ---- | ---- | ---- | ---- |
| Giro de Italia  | -    | -    | 12.º | -    | 17.º | -    | -    | -    | -    |
| Tour de Francia | -    | -    | Ab.  | '6º' | -    | 22.º | -    | -    | -    |
| Vuelta a España | -    | '1º' | -    | -    | -    | -    | '9º' | 11.º | -    |
| Mundial en Ruta | -    | -    | 24.º | 21.º | 26.º | -    | -    | -    | -    |

-: no participa

Ab.: abandono